# Cachureos
Cachureos es el nombre de un proyecto infantil que en un principio fue un programa de televisión chileno dirigido al público infantil y familiar, que actualmente sigue activo haciendo espectáculos a lo largo de todo Chile. Su animador es Marcelo Hernández, más conocido como Marcelo, quien es acompañado por diferentes personajes como el Gato Juanito, Epidemia, el Conejo Wenceslao, el León Chester, el Señor Lápiz, Chanchoman, la Mosca y el Zancudo Draculón.
El programa comenzó en 1983, en TVN, y estuvo al aire durante 25 años, pasando por canales como Canal 13, ETC y La Red.

## Historia

### Origen del programa y significado de "Cachureos"
La idea del programa nació de Hernández, quien vio a unos sobrinos que alucinaban con comerciales de TV y sus imágenes rápidas, coloridas y música ad hoc. Y él quiso emular eso, creando canciones para explicar los hechos. En sus orígenes, el espacio tenía como objetivo explicarle el entorno a los niños y el porqué de muchas situaciones, cosas o acontecimientos. De ahí que en su set hubiera "muchos cachureos", como cuenta Marcelo. En Chile, se le denomina coloquialmente "cachureos" a un conjunto variado de objetos desechados en un lugar que podrían tener algún uso.
En 1981, Marcelo grabó el piloto de "Cachureos", pero debió esperar dos años para salir al aire, debutando en 1983 por las pantallas de TVN. Para concretar la puesta en marcha del proyecto, Marcelo Hernández contó con la colaboración de su amigo José Alfredo Fuentes.

"El 'Pollo' (Fuentes) iba ir a la casa del gerente de producción de TVN a comer, entonces le dije: ´dile que me dé una respuesta, llevo dos años esperando desde que hice el piloto´, y le dijo y al día siguiente firmé un contrato por ocho capítulos. Y de ocho capítulos nos pasamos a 15 años".
Marcelo Hernández

### TVN (1983 - 1998)
Cachureos debutó oficialmente el 16 de octubre del año 1983 en Televisión Nacional de Chile. Las primeras temporadas se grabaron en los estudios KV (Kreutzberger-Ventura) pertenecientes a un hermano de Don Francisco. Con el pasar de los años el programa se volvió todo un ícono de la televisión chilena, con la famosa frase de Marcelo ¡El grito, el grito, el grito!, la cual es recordada por generaciones. 
El 4 de octubre de 1997, Cachureos en conjunto con los animadores de TVN, animaron la campaña en ayuda a los niños enfermos de sida Luchemos para que ellos Vivan, cuyo evento fue realizado en el Estadio Monumental, en el que se recaudaron $385.532.109, casi US$1 millón de la época.
A pesar de ser uno de los programas insignia del canal y contar con buenos números de índice de audiencia durante su última temporada, TVN se negó a la solicitud de Marcelo por aumentar los recursos para el programa, llevando a las negociaciones a un punto muerto. Aquí, nuevamente el "Pollo" Fuentes tendría un rol fundamental al interceder con ejecutivos de Canal 13 para la llegada del programa a la estación. Esto finalmente llevó a Marcelo a pactar un contrato por tres años con mejores condiciones económicas.
Hernández calificaría la salida de TVN como "dolorosa", ya que un ejecutivo no lo valoró y no le creyó que tenía una oferta del 13.
Cachureos se emitió por última vez el 29 de marzo de 1998 con un capítulo especial repasando los mejores momentos de la temporada '97. Así, el programa abandonaba la estación estatal después de quince años.

### Canal 13 (1998-2002)
El programa cambió de canal en abril de 1998 y pasó a ser transmitido por Canal 13, con la misma temática y personajes. Pese a contar con una gran difusión en los diversos programas del canal durante su primer año (Viva el lunes, Noche de ronda y El mundo del profesor Rossa, entre otros), los constantes cambios en el horario de emisión, sumado a la crisis económica por la que atravesaba el canal durante la gestión de Rodrigo Jordán en 1999, hicieron que el show decayera en sus índices de audiencia en comparación a los números que marcaba durante su estadía en TVN. 
El desgaste del formato, la irrupción del bloque infantil Zoolo TV del canal Mega y la falta de recursos por parte de la emisora católica también generaron una merma en la calidad del programa: pasando de escenografías, concursos y premios ostentosos (1998-1999) a un programa más austero en sus últimas emisiones (2002). 
A fines de 2002, Vasco Moulian, por ese entonces director del área infantil de Canal 13, anuncia una reformulación de ésta y que Cachureos no formará parte de la parrilla programática del año 2003. Moulian basó su decisión en que Canal 13 y el área infantil necesitaba espacios que se enmarcaran en su línea económica y editorial. Las cifras de "Cachureos " no calzaban: marcaba alrededor de 7 puntos de índice de audiencia los sábados, pero sus costos eran el doble de lo que -a juicio de Moulian- debe tener un espacio de su área. 

"Pese a que yo discrepo de la entretención matizada con gritos, 'Cachureos' se va por un problema económico insalvable, porque no se cubren los costos del programa", aclaró Moulian. Al respecto, señaló que pese a los auspicios "el espacio no aspiraba a tener alto rating los días sábado y domingo, días en que gastábamos una gran cantidad de dinero". Añadió que para "Cachureos", "sería injusto para el programa seguir bajándole los recursos".
Vasco Moulián

Ante esa medida, Marcelo lamentó el fin del programa y la falta de interés por parte de Moulián y el canal por renovar el programa, incluso por menos presupuesto. Además de no comprender que, en paralelo, se contrató a la animadora Alicia Pedroso para un nuevo proyecto infantil de similar presupuesto que Cachureos.

"-¿Ha sido muy difícil sobrellevar el programa este año?
"Lamentablemente, por problemas de programación, Canal 13 no nos ha dado un horario estable. Ese trato que hemos recibido, involuntario de parte del canal, ha hecho que los niños no sepan a qué hora vamos. Ha sido un daño enorme".
- ¿Le da pena dejar a los niños?
"Mucha. Espero seguir haciendo algunos espectáculos en vivo en provincias con mi productora, pero me da pena dejar a mis empleados, que son más de 20 personas".
-¿Qué le dijo Vasco Moulian cuando se hizo cargo del área infantil de Canal 13?
"Me dijo que no me preocupara, que me llamaba para sumar, no para restar. Pero bueno... A buen entendedor, pocas palabras".
-¿Se planteó la posibilidad de abaratar los costos del programa?
"Nunca".
-¿Y habría estado dispuesto?
"Pero por supuesto, si las cosas se pueden hacer de otra manera. Yo llegué con un excelente contrato a Canal 13, pero después de Jordan (Rodrigo, director del canal hasta mayo de 2000) ese contrato sufrió una drástica rebaja de un 60%".
-¿Qué sensaciones tiene frente a la cancelación de su espacio?

"Uno como artista es más sensible... Mi esposa es más aterrizada que yo y me da mucho ánimo. Da pena, me causa angustia dejar a los niños. Incluso he llegado a llorar por la pena... Pero a lo mejor este es un ciclo que ya se cierra".
Marcelo Hernández, 13 de noviembre de 2002

Respecto a que si el programa calzaba con la línea editorial, dijo:

"Yo creo que el programa "Cachureos" está absolutamente en la línea editorial del canal. Es un programa que entrega valores, principios, ayuda a los niños, hemos hecho grandes campañas para ayudar a los niños enfermos de sida (...) yo no sé si esto estará de acuerdo con su propia línea editorial, pero yo creo que no escapa a la línea editorial del canal".
Marcelo Hernández, 12 de noviembre de 2002

Hernández tenía contrato con el canal hasta 2004, pero adelantó el fin de éste una semana después de ser informado del término de su programa.
Desde 2015, el programa es retransmitido por el canal de cable Rec TV, de Canal 13.

### Etc TV y La Red (2003 - 2008)
Debido a problemas de presupuesto, Cachureos no siguió en Canal 13, durante el resto del año 2003 y 2004 pasa a formar parte del canal infantil-juvenil Etc TV pero como microprograma de consejos y datos, y por último posteriormente vuelven a otro canal chileno en 2005, La Red, donde se emitió los domingos a las 10:30 hasta el 2006 que pasó a emitirse a las 9:30 hasta el 2008, año en que dejó de emitirse.

### Apariciones posteriores
En abril de 2013, Cachureos participó en el festival musical Lollapalooza, realizado en Santiago de Chile.
Al año siguiente, Marcelo y los personajes aparecieron en el Festival Viva Dichato, transmitido por el canal de televisión Mega, doblando en sintonía al Festival de Antofagasta, que era transmitido a esa misma hora por TVN.
En 2014 se presentaron en Coquimbo, en la celebración del Día del niño, convocando, congregando según la prensa local a más de 100 000 personas con su show.[cita requerida] Su éxito motivó al alcalde Cristian Galleguillos Vega a comprometer en el mismo escenario y frente a esa cantidad de personas, la presencia para septiembre, en el marco de la Fiesta de la Pampilla de Coquimbo, alcanzando un éxito similar.
El 17 de septiembre de 2015, Cachureos lanzó su primer DVD que lleva como título Cachureos por Chile donde muestran distintas tomas de las presentaciones del espectáculo en vivo del grupo.
Cachureos se hizo presente en las últimas 2 Teletones chilenas, presentándose por primera vez en el Estadio Nacional en 2015 y en 2016, en el mismo estadio, animó el Manequin Challenge propuesto por el multimillonario José Luis Nazar que rindió US$1 millón a la campaña.
El 19 de marzo de 2016, Cachureos se presentó por 2.º año consecutivo al festival musical Lollapalooza, realizado en Santiago de Chile, donde también estrenaron una nueva canción titulada "Si yo fuera presidente". También de forma especial y a mitad del show, todo el elenco y el público le cantaron el "Cumpleaños feliz" a Marcelo ya que en ese día estaba de cumpleaños.

## Formato
En el programa, el público (principalmente conformado por niños) participaba en concursos de variados estilos, interactuando con los personajes y ganando premios. Además de los concursos, había canciones interpretadas por Marcelo o alguno de los personajes, cuyo éxito permitió la grabación de varios cassettes y discos.
Al principio, en 1983, el programa era una especie de casa club, en donde Marcelo les enseñaba a un grupo de niños cómo se usaban, funcionaban y creaban diferentes objetos de la vida cotidiana, ejemplo: la historia de los trenes, cómo funciona la televisión, las plantas, la leche, etc; viajando a diferentes partes de Chile y entrevistando a profesionales que les ayudaban a entender con más profundidad.
Los segmentos fueron los siguientes:
- La ventana: Segmento en donde a través de dibujos y un narrador, se explicaba la historia de algún objeto, en forma de cuento de fantasía.
- El despertador: Un experto o profesional les explicaba a los niños cuando ellos sentían curiosidad por algo.
- La cerradura: Los niños se metían dentro de una cerradura gigante y viajaban a otras partes de Chile, como chiste recurrente; Marcelo nunca podía entrar dentro.
- Ahora nos toca a nosotros: Los niños usando disfraces cantaban canciones interpretadas originalmente por Marcelo.
- El Profesor Chifladescu: Interpretado por Marcelo, se trataba de un profesor que desafiaba al público a resolver diferentes acertijos o adivinanzas.
- Don Fonola: Interpretado por Marcelo, era un viejito que vivía en un baúl; y era amante de la música, poniendo videoclips de varias canciones.
- Supergenio: Unos estudiantes traían maquetas hechas por ellos y explicaban lo que hacían.
- El supermundo de Cachurex
- La máquina del conocimiento
- Teleclases animadas con el Profesor Bellavista: Era el segmento presentado por el Profesor Bellavista en el cual participaban diferentes dibujos animados y personajes de televisión.
- Aladino, el duende pintor
- El club de los preguntones: Los niños del público hacían preguntas y los personajes respondían.

A partir de 1987, los programas se grababan con público en el estudio, en un principio los niños asistían con plumeros de colores, y desde 1995 llevaban globos twisty, que de manera local se hicieron conocidos como "Globos de Cachureos" debido a su popularidad en el programa.
Al principio el público de Cachureos eran solamente niños, pero a partir de 1991 también asistían los padres al estudio.

## Personajes
Originalmente el formato de Cachureos era Marcelo junto a un grupo de niños en una buhardilla.
En un principio los niños eran: 
- Nicole (1983)
- Paula (1983 - 1988)
- Cristián (1983 - 1986)
- Eduardo "Gigio" Abugarade (1983)
- Pablo "Gordo" (1983 - 1985)
- Bárbara Barros (1984 - 1986)
- Pablo (1984 - 1987)
- María José "Trencitas" (1984 - 1986)
- Tomás (1985)
- Carmen "Colorina" (1985)
- Loly (1985)
- Luis Alberto (1985)
- Roberto Cárcamo (1986)
- María Francisca (1986 - 1987)
- Rodrigo "Coco" Abugarade (1986 - 1991)
- José "Carboncito" (1986)
- Sebastián Jara y Enrique Jara "Los Guatones" (1986 - 1990)
- Joyce (1987 - 1988)
- Matías (1987)
- Marjorie (1987 - 1989)
- Gabriele Liberati (1987 - 1989)
- Vanessa (1988 - 1990)
- Juan Pablo (1988 - 1994)
- Marián (1990 - 1991)
- Natalia Hinzpeter (1991 - 1994)
- Francisca (1992 - 1994)
- Luis "Luchito" Japaz (1993 - 1995)

Hacer el programa con niños como protagonistas era complicado debido a que había que acoplarse a sus horarios, por lo que Marcelo decidió agregar personajes
Personajes principales:
- Gato Juanito - Es un gato negro de cara blanca. El primer Gato Juanito fue interpretado por Fernando Ortiz (1993 - 1995), quien fue sustituido por Patricio Olivares (1995 - 2003), Freddy Lorca (2003 - 2021) y actualmente es interpretado por Javier Guzmán. Se le muestra como un personaje bastante alegre y bailarín, aunque también pillo, chamullero y pelusón. Siendo su rasgo más característico que le gusta salirse con la suya, inventar historias y comer pescado. Apareció en 1993. Originalmente Ortiz se basó en Pedro Urdemales para interpretar al Gato Juanito. El personaje fue creado en el programa "La casa encantada" del canal La Red en el año 1992, en reemplazo del "Gato Amadeus" ya que el personaje que buscaba Marcelo era un gato picarezco y ladino. Sus canciones más recordadas son "Yo soy Juanito" (1994), "Twist del esqueleto" (1995), "Kikirí que le haga" (1995), "El ladrón" (1996) y "El Gato Lele" (1997).
- Epidemia - Es una bacteria que adora la suciedad y odia el agua y el jabón. Epidemia fue interpretado por Humberto Espinoza (1990 - 1995), Enrique Parraguirre (1995 - 2000), Javier Guzmán (2001 - 2012) y actualmente es interpretado por el actor Luis Fuentes (2012 - a la fecha). A pesar de su apariencia, su actitud es bastante positiva y burlona, siendo el antihéroe del programa. Es amigo del Gato Juanito a quien suele llamar "Johnny". Apareció en 1990. Fue inventado por Jorge Garrido como un compañero para su personaje El Tiburón, y diseñado por Manuel Rodríguez (Sr. Lápiz). En su debut Epidemia era un gruñón, pero Espinoza decidió transformarlo en un personaje divertido y entrañable, además de que la voz de Epidemia la hizo en base a su imitación de ALF. Sus canciones más recordadas son "El baile del perrito" (1993), "A mover el pollo" (1994), "Tarjetita de invitación" (1995), "Haga cacuca" (1996), "Desde que la vi" (1996), "Caramba ya viene el Lunes" (1997) y "Pastillas de amnesia" (1998).
- Wenceslao - Un gran conejo blanco con anteojos. Es un personaje soñador y enamorado. Fue originalmente interpretado por Roberto Vega (1991 - 1995), luego por Rodrigo Huerta (1995 -  2000), Rodrigo Abugarade (2001 - 2010) y actualmente es interpretado por Alberto Abugarade (2011 - a la fecha). Se caracteriza por enfermarse con facilidad y tener dramas amorosos. Le gustan las verduras, en especial las zanahorias. En un principio su drama se centraba en no poder declararse a La Coneja, ya que tenía mala suerte. Apareció en 1991 en el videoclip de la canción "Bikinis y lunares amarillos" una de sus canciones más recordadas, junto con "La canoa" (1992), "El médico brujo" (1996), "Sueño inalcanzable" (1997) y "Pa' que no sepan lo que es llorar" (1999).
- Chester - Es un viejo león aristócrata de grandes conocimientos y de buenos modales. Su nombre real es "Walter Chester" por lo que en un inicio era siempre llamado Walter. Es de origen inglés como se puede notar en su pronunciación a algunas palabras. Es interpretado por el actor Patricio Andrade (1994 - a la fecha). Disfruta de las artes de todo tipo, especialmente la ópera, aunque es desafinado. Apareció en 1994. El personaje fue creado en el programa "La casa encantada" del canal La Red en el año 1992. No tuvo canciones propias al igual que el Señor Lápiz, aunque tuvo participaciones en otros temas, como "En casa de Lord James" (1995).
- Señor Lápiz - Un lápiz que se comunica mediante silbidos y gestos, ya que su intérprete era muy joven en esa época y le daba vergüenza hablar. Su mayor pasatiempo es dibujar. Fue interpretado originalmente por Manuel Rodríguez y en la actualidad por Andrés Arriola. Fue el primer personaje oficial y apareció por primera vez en 1987. El personaje fue creado por Marcelo ya que su intérprete, en ese entonces un preadolescente había ganado un concurso de dibujo en el programa el año anterior, así que lo llamaron para ofrecerle ser el Señor Lápiz. Tuvo diversos concursos en los cuales desafiaba a los niños a vencerlo en habilidades artísticas, durante los concursos Marcelo le cantaba "Parece que se va a equivocar, parece que se va a equivocar, al señor lápiz lo van a pillar". No tuvo canciones propias al igual que Chester, aunque se escucharía su silbido en las canciones "Treque Treque" (1990), "Ritmo de Cachureos" (1991), "Tarjetita de invitación" (1995) y "¿Estás contento?" (1995).
- Chanchoman - Apareció en 1994. Uno de los villanos del programa, usa un sombrero con forma de cabeza de chancho. Fue interpretado por Gustavo Aranda y en la actualidad por Fernando Campos. Inspirado en los luchadores de "Cachacascán". Tenía un ayudante llamado "Tyson". En los concursos los niños deben vencerlo en alguna competencia de fuerza. En el programa solía mojar al público, romper los plumeros/reventar los globos y molestar a los camarógrafos y personajes. Tuvo sus propias canciones llamadas "Chanchoman no limpia su nariz" (1997) y "El Rock de Chanchoman" (2000), también participó en la canción "Que se mueran los feos" (1996) y fue mencionado en otras canciones como "Noche buena" (1996).
- La Mosca - Interpretada inicialmente por Manuel Rodríguez y al año siguiente de forma oficial por Gonzalo Cordero. Su primera aparición fue en una canción donde caía en un plato de sopa en el año 1996. Su mayor labor en el programa es bailar. Sufre los ataques de Chanchoman quien la quiere matar con un gran matamoscas. Se caracterizaba por hacer rimas mientras hablaba. Tuvo otras canciones propias llamadas "Ya voy, ya voy" (1997), "La Mosca tiene Swing" (1998), "El Rap de la Mosca" (1998), la "Tabla del 8" (1998), "Opa Opa" (2001) y "El Cuco" (2005). El estribillo de su canción de 1996 fue versionado por el humorista Memo Bunke en varias rutinas en televisión y en el Festival de Viña del Mar, lo que la hizo muy popular en el país.
- Zancudo Draculón - Un gran zancudo verde que succiona sangre. Apareció en 1998. Fue interpretado por Manuel Rodríguez (1998 - 2000) y en la actualidad por Alejandro Daza, hace referencia al conde Drácula. Tuvo sus propias canciones llamadas "Zancudo Draculón" (1998), la "Tabla del 10" (1998), "El baile de la ducha" (1999) y "El Picotón" (2001). Su labor en el programa es bailar y mientras lo hace pica a los demás. Vive en su propia mansión y le gusta andar en moto. En sus inicios acababa siendo accidentalmente aplastado por Don Walo al final de su canción.
- El Tiburón - Apareció en 1987 y fue personificado por Jorge Garrido y actualmente por Patricio Andrade. Inspirado en la película de Steven Spielberg. Es un tiburón que se come a los niños del público y que pierden en su concurso. Fue el segundo de todos los personajes en aparecer. El personaje se originó de que en una bodega del canal se encontraba el corpóreo, que había sido utilizado en un estelar ochentero, los utileros del programa solían usarlo para asustar a la gente en los pasillos, Marcelo se enteró y se incorporó como personaje. También ha participado en las canciones "Treque Treque" (1990), "Dame un Abrazo" (1995) y "¿Estás contento?" (1995) y es mencionado en las canciones "Amigos" (1992) y "Si yo fuera Presidente" (2016). En 2016 apareció un segundo Tiburón, por lo cual ahora hay dos Tiburones en Cachureos.
- El Pollo - Un gran pollo amarillo que participa en canciones como "A mover el pollo" (1994) o "Kikirí que le haga" (1995). Apareció en 1994. Fue interpretado por Manuel Rodríguez (1994 - 2000) y en la actualidad por Andrés Arriola. También tuvo sus propias canciones, "El Pollo y la Pava" (2000) y "Sáquenme de aquí" (2002).
- El Perrito - Es el perro de Epidemia. Apareció en 1993 con la canción "El baile del perrito" (1993).

Otros personajes:
- Don Walo - Personaje de gran peso, es bromista y disfruta de la comida de todo tipo. Apareció en 1998 y fue interpretado por Gonzalo Cordero (1998 - 2000), posteriormente reemplazado por Iván Torrealba (2001 - 2002). Hizo un pequeño regreso en un show navideño en Arica el año 2014 y posteriormente otra aparición en 2016 en un show realizado en el zoológico Buin Zoo. Tuvo sus propias canciones llamadas "El Guatón" (1998), la "Tabla del 5" (1998), "El Gordito más Gordo" (1999), "Mambo Italiano" (2001) y "La pinta es lo de menos" (2002). Al final de su canción acababa siendo perseguido por Chanchoman.
- Señor Oso - Un oso panda de gran tamaño. Fue interpretado por Patricio Andrade (1988 - 1994) y posteriormente por Iván Torrealba (1995 - 2003). Disfruta durmiendo siestas y apareció en el año 1988. En su debut se presentó como "Don Oso" formando un juego de palabras y se caracterizaba por ser vergonzoso. Tuvo su propia canción llamada "Señor Oso" (1992), y también tuvo una canción de su cumpleaños (1997) y otra llamada "Chinito de amol" (2002), la cual fue su despedida, para entonces el personaje en sus últimas apariciones realizaba apariciones especiales como en su regreso en el especial de Navidad en el año 2000. Sus últimas apariciones fueron en 2002 y principios de 2003, incluyendo la Teletón de ese año.
- El Cartero - El cartero que entregaba las cartas de los niños en el programa además de enviar los premios a los socios de Cachureos. Apareció en 1983 y fue interpretado por Patricio Andrade.
- Nora - Es otra bacteria, novia de Epidemia a la que llamaba "Norita". Apareció en 1994. Epidemia le dedica "Tarjetita de invitación" (1995) y es mencionada en "Desde que la vi" (1996). A fines de la década participa en los temas "Clarito como el agua" (1998) y "Tu sonrisa" (1999).

- La Coneja - Una coneja en bikini de la cual Wenceslao está fuertemente enamorado. Apareció por primera vez en la canción "La Coneja del Bikini Amarillo" (1991), además hace su participación en la canción "Ven a mi casa esta Navidad" (1996), y es mencionada en las canciones "La Canoa" (1992) y "Seco pa' la cumbia" (2006).
- Conejo Musculoso - Apareció en 1991 en la canción "La Coneja del Bikini Amarillo" (1991). Fue interpretado por Humberto Espinoza. Un conejo "matón" que se enfrentaba a Wenceslao por quedarse con La Coneja.
- La Momia - Apareció en 1985 como parte de un sketch donde perseguía al cartero (Patricio Andrade), pero no se volvería un personaje oficial hasta 1994 y participó en la canción "Que se mueran los feos" (1996), se caracterizaba por perseguir al resto de los personajes ya que le temían.
- El Viejesor - Su nombre real es Raúl Arcadio. Apareció por primera vez en el año 1994 durante el segmento "La Escuelita" donde era interpretado por el mismo Marcelo. Es el profesor de los monos, los cuales siempre lo molestaban y le hacían bromas, a excepción de Chester. Tuvo sus propias canciones llamadas "Las clases del Cha Cha Cha" (1997) y la "Tabla del 2" (1998) y también participó en las canciones "Chanchoman no limpia su nariz" (1997) y "Pinocho" (1997).
- Srta Olivia - Apareció en 1996 en el segmento de "La Escuelita". Estaba enamorada de Raúl Arcadio (El Viejesor), quién siempre trataba de sacarsela de encima. Fue interpretada por Sandra Alzugaray.
- Tyson - Uno de los ayudantes de Chanchoman. Apareció en 1996. Solía mojar al público con baldes de agua y boicotear a los contrincantes de Chanchoman. En su primer año usaba una máscara con nariz de chancho y a partir del año siguiente una con forma de longaniza. Fue interpretado por Humberto Cares (1996), Gonzalo Cordero (1997 - 2000) y Javier Guzmán (2001 - 2002).
- El Viejo del Saco - Un viejo que dice ser bueno y que no deben temerle. Protagonizó la canción "El Viejo del Saco" (1984).
- Genio - Un títere que apareció en 1986. Era una especie de hombre del espacio. El nombre fue resultado de un concurso entre los telespectadores. Se caracterizaba por llamar "Mar y Cielo" a Marcelo.
- Ratón Filiberto - Un ratón que viste un traje de mago con diversos parches. Apareció en 1986. Fue interpretado por uno de los niños del programa.
- Señor Árbol - Un árbol de caucho que solía regañar a los demás personajes y tenía en la cabeza un pájaro llamado "Luchito". Apareció en 1987. Fue interpretado por Jorge Garrido.
- Profesor Bellavista - El profesor que presentaba las Teleclases animadas. Apareció en 1987. Fue interpretado por Jorge Garrido.
- Pingüino Frescolín -  Se comunicaba con un particular graznido. Apareció en 1988.
- Señorita Leche - Apareció en 1988.
- Señorita Pasta de Dientes - Apareció en 1988.
- Señor Pan - Apareció en 1988.
- Intrusito - Se presentaba en un cuadro croma y se encargaba de corregir al elenco cuando decía mal una palabra. Apareció en 1988.
- Señor Grillo - Un gran grillo verde con traje y sombrero. Apareció en 1990. Participó en la canción "Treque Treque" (1990) y tuvo su propia canción dedicada llamada "Señor Grillo" (1993). Su última aparición fue en el videoclip de "Kikirí que le haga" (1995).
- Los Mellizos Bailarines - Un par de mellizos los cuales eran un enano que en sus hombros llevaba a su hermano de mayor estatura. Aparecieron en 1990.
- Igor - El arquetipo de un personaje jorobado y de risa tonta. En su concurso los niños debían vencerlo jugando al Cachipún. Apareció en 1990.
- Robot Tuerca - Apareció en 1991. Inspirado en RoboCop. Presentaba el concurso "El videojuego" en 1995.
- Glonsito - Un extraterrestre amarillo. Llevaba una cámara fotográfica. Apareció en 1991.
- Las Candelitas - Venían del espacio. Aparecieron en 1991. Enseñaban sobre el cuidado de las plantas y animales.
- Max el Turista - Un mapache amarillo que viajaba por Chile y hacía notas turistícas. Apareció en 1992. Fue interpretado por Fernando Ortiz.
- Don Vitela - Explicaba de qué estaban hechos los materiales. Apareció en 1992.
- Abuela Osa - La Abuela del Señor Oso que vive en el campo. Apareció en 1992.
- El Gallo - Un gallo que apareció en 1993. Tenía su propio concurso, donde el concursante debía elegir un huevo al azar y rompérselo en la frente, si estaba cocido ganaba y si no perdía.
- Abuelo Patricio - El abuelo de Luchito en el segmento "El almacén de Luchito". Fue interpretado por Patricio Andrade. Apareció en 1994.
- Hot Dog - Un perro que aparecía en 1994 en el segmento "El almacén de Luchito". Fue interpretado por Humberto Espinoza.
- Quesillo - Un ratón que aparecía en 1994 en el segmento "El almacén de Luchito". Fue interpretado por Fernando Ortiz.
- Don Justo - El perrero que entraba a "El almacen de Luchito" para llevarse a Hot Dog. Fue interpretado por Roberto Vega. Apareció en 1994.
- Guachinango - Un extraterrestre rosa que apareció en 1995. En su sección enseñaba a hacer manualidades. Fue interpretado por Ivan Torrealba.
- Fedor - El monstruo verde de la laguna que le tiene miedo al agua potable. Apareció en 1995 y protagonizaba el concurso "El Laberinto de Fedor". Participó en la canción "Que se mueran los feos" (1996) y fue mencionado en "El fantasma de la ópera" (1997) y "Sueño inalcanzable" (1997).
- Gatón - Un gato café con ropa deportiva que apareció en 1995. Fue interpretado por Luis Japaz.
- El Glotón - Otro de los villanos del programa. Es un glotón negro y desagradable que habita en el alcantarillado, le gusta el mambo y apareció en 1999. Fue interpretado por Gonzalo Cordero (1999 - 2000). Tuvo su propia canción titulada "El Glotón" (1999) y otra llamada "Malo Cantidad" (2002).
- El Piojo y la Pulga - Un piojo y una pulga enamorados, aparecieron en 1999 con la canción "El Piojo y la Pulga". En el año 2000, tuvieron otra canción llamada "Piojo de peluca", la cual significó su separación.
- Las salchichas y el puré - Un par de salchichas y un puré de papas, aparecieron en 1999 con la canción "Salchichas con puré".
- El Manguera - Una manguera verde. Canta cueca, usa un poncho de huaso y apareció en 2000. Fue interpretado por Patricio Andrade. Tuvo su propia canción llamada "El Manguera" (2000).
- El Murci - Un superhéroe, con una máscara y una capa morada parodiando a Batman, pero también era una parodia de El Chapulín Colorado (personaje de Roberto Gómez Bolaños "Chespirito"), al ser un poco cobarde y debilucho, pero también noble y gentil, y su nombre hace referencia al exfutbolista Francisco Rojas Rojas. Apareció en 2000. Se caracterizaba por ser un "chanta". Fue interpretado por Patricio Olivares. Tuvo sus propias canciones llamadas "El Murci" (2000) y "El modesto" (2001).
- El Huevo - Un gran huevo blanco de origen argentino parecido a Humpty Dumpty. Apareció en 2000. Tuvo su propia canción llamada "El huevo" (2000), que era un remake de una canción anterior de 1989.
- Las Chanchilibers - Las fans de Chanchoman que participaban en los concursos mojando al público. Aparecieron en 2000.
- La Pava - Una pava que se quería casar con El Pollo, apareció en 2000. Tuvo su propia canción "El Pollo y la Pava" (2000).
- Filidor - Apareció en 2000. Es el sobrino del Gato Juanito, época en que se emitía el espacio "Los Sobrinos de Cachureos". Fue interpretado por Juan Pablo Barrientos. Su personaje era muy similar al de su tío y le gustaba hacer bromas a Evaristo (el sobrino de Wenceslao), además tiene una hermana quien lo acompaña inseparablemente.
- Evaristo - Apareció en 2000. Es el sobrino del Conejo Wenceslao, época en que se emitía el espacio "Los Sobrinos de Cachureos".
- Vacunita - Apareció en 2000. Es el sobrino de Epidemia, época en que se emitía el espacio "Los Sobrinos de Cachureos".
- Nayareth - Apareció en 2000. Es la sobrina del Gato Juanito, época en que se emitía el espacio "Los Sobrinos de Cachureos".
- Martina - Apareció en 2000. Es la prima de Evaristo, época en que se emitía el espacio "Los Sobrinos de Cachureos".
- La Vaca Loca - Apareció en 2002. Como su nombre lo indica, es una vaca que está loca y que le gusta bailar. Tuvo su propia canción llamada "La Vaca Loca" (2002).
- El Africano - Apareció en 2002. Tuvo su propia canción llamada "Mi amigo el africano" (2002). Es un brujo que baila y cumple los deseos de los personajes haciendo rituales.
- Rataman - Apareció en 2017. Es un ratón gigante de ojos saltones y sonrisa malvada, usa un traje azul con una gran "R" en el pecho y una capa amarilla. Es el nuevo ayudante de Chanchoman, al cual le lleva baldes con agua para mojar al público, mientras se ríe de forma malvada.

## Modelos
A las modelos de Cachureos se les conoce popularmente como Chica Yeyé. 
Participaban en el programa con coreografías y jingles, entregando los premios a los concursantes e interactuando con los personajes y los niños, además tuvieron sus propias canciones como "La chica Yeyé" (1998), "Atrévete a mirarme" (1999), "Desconéctate" (2000) y "Eres el dueño de mi corazón" (2001).
Mujeres (Modelos/Chicas Yeyé):
- Macarena Pazos (1992 - 1994)
- Catalina Guiloff (1992 - 1994)
- Ximena Pazos (1993 - 1999)
- Sabrina Manríquez (1995 - 1999)
- Andrea Edwards (1996 - 1999)
- Francisca Camus (1996 - 1999)
- Gabriela Fernández (1999)
- Karime Manzur (1999 - 2001)
- Macarena Álvarez (1999 - 2000)
- Macarena Palma (2000 - 2003, 2005 - 2008)
- Ángela Mimica (2000 - 2003)
- Valentina Álvarez (2002 - 2003)
- Daniela Corominas (2002 - 2003)
- Verónica Abugarade (2005 - 2008)

Varones (Modelos):
- Matías Pritzke (1997)
- Christian Stange (1997)

## Discografía
Varios de los discos que ha lanzado Cachureos han llegado a las 500 mil copias vendidas.
Actualmente parte de la discografía se encuentra disponible en Spotify.
| - 1984: Cachureos (álbum) - 1988: Cachureos '88 - 1989: Cachureos '89 - Viva La Vida - 1990: Cachureos '90 - Treque Treque - 1991: Cachureos '91 - Marcelo y Sus Amigos - 1992: Cachureos '92 - Amigos! - 1993: Cachureos '93 - El Baile del Perrito - 1994: Cachureos '94 - A Mover el Pollo con Cachureos - 1995: Cachureos '95 - 1996: Cachureos '96 - La Mosca - 1997: Cachureos '97 - 1998: Cachureos '98 - con el Zancudo y el Guatón - 1999: Cachureos '99 - Invitados Especiales - 2000: Cachureos 2000 - 2001: Cachureos 2001 - 2002: Cachureos 2002 - 2006: Chu Chu Ua, Chu Chu Ua | - 1996: Feliz Navidad con Cachureos - 1997: Feliz Cumpleaños con Cachureos - 1998: Las Tablas de Multiplicar - 1993: Grandes Éxitos 1984-1992 - 1994: Grandes Éxitos Vol. I - 1996: Lo Mejor de Cachureos - 2000: Grandes Éxitos Vol. I (Edición Avon) - 2000: Grandes Éxitos Vol. II (Edición Avon) - 2005: Cachureos De Hoy y Siempre - 2007: Grandes Éxitos (TV Grama) - 2013: Cachureos 2013 - 2015: Marcelo y sus Personajes (La Cuarta) (4 volúmenes) - 2016: Lo Más Grande de Cachureos - 1989: Cachureos 1989 - 1996: Cachureos Grandes Éxitos - 1998: Cachureos y sus Canciones - 2015: Cachureos por Chile |

## Curiosidades
- Marcelo señala que la clásica frase "El grito, el grito, el grito..." nació como una especie de "desahogo" para los niños: "aquí en Chile a los niños se les calla y les dicen que no hablen, y nosotros no queríamos eso".
- A los niños les gustaba tanto "Cachureos" que mandaban miles de cartas a TVN. Marcelo dice que llegaban hasta 5.000 cartas al día al canal y que éste "reclamaba porque había que pagarle mucho dinero al cartero".
- En abril de 1992, Marcelo creó con su productora otro programa infantil, esta vez para La Red. Se trataba de "La casa encantada", en donde nacieron algunos personajes que luego derivaron a "Cachureos", como, por ejemplo, el león "Chester" y el gato "Juanito". "La casa encantada" estuvo al aire alrededor de un año.
- En "La casa encantada" estuvo el "Gato Amadeus", un gato refinado de color blanco con gris, pero el personaje no logró convencer a Marcelo por lo que decidió reemplazarlo con otro, el "Gato Juanito" y posicionarlo en "Cachureos". Eso sí, "Juanito" debía ser más picaresco y pasó a ser blanco con negro.
- Al ser un programa externo a los canales de televisión, tanto TVN como Canal 13 han retransmitido sus respectivos ciclos del espacio en sus señales nostálgicas, vale decir TVN3 y 13 Rec respectivamente.
- La Red fue el único de los canales de televisión que no hizo desfilar al elenco por el resto de sus programas, como si ocurrió en las temporadas de TVN y Canal 13.
- El Director de Televisión en la época del canal estatal, Alejandro Ravani, se había quedado sin programa cuando el espacio infantil se trasladó a la entonces señal católica, fue ahí cuando lo llamaron para crear con otros personeros el recordado Pase lo que pase, conducido por Karen Doggenweiler y Felipe Camiroaga, siendo él su primer director.
- Manuel Rodríguez Papic era solo un niño cuando llegó a mostrar su talento para dibujar en "Cachureos". Simplemente arrasó en un concurso, el cual ganó adjudicándose una bicicleta Oxford. Tiempo después, fue llamado por el programa para que se pusiera en la piel de "El Señor Lápiz", el cual él mismo creó visualmente originando su diseño y dibujándolo. Él también fue el creador de la apariencia física del resto de los personajes.
- Cada vez que saludaba, el León Chester se agachaba ante la otra persona y tocaba la parte superior izquierda de su pecho. Según revela Marcelo, él hacía eso porque "era un león aristócrata venido a menos, entonces cuando saludaba, él se tapaba con su mano un parche que tenía en su ropa".
- El conductor del show infantil recuerda que en una ocasión, yéndose en bus desde Iquique, llegó una mujer a pedirles que les autografiara un gorro. "Ella venía con su guagua, y nosotros se la tuvimos en el bus mientras los personajes le firmaban el gorro. El punto es que ella se fue feliz después con su gorro y había dejado a la guagua en el bus, lo cual nosotros le tuvimos que recordar", declara Marcelo.
- Un seguro por un millón de dólares debía firmar Marcelo cuando grababa en los estudios de Universal (Estados Unidos). "Me llegaba a tiritar la mano". rememora, añadiendo que eran muy exigentes con los permisos, pero que a ellos se los daban por ser muy responsables. Es así como Universal, en exclusiva, les abría sus puertas al programa desde las 8 de la mañana.[7]
- Para la grabación del videoclip "La chica ye-ye", se arrendó el espacio de una heladería en Las Condes y se grabó durante toda una noche. La razón para versionar esta popular canción española fue que se buscaba un tema con el cual el público femenino del programa se sintiera identificado. Desde la publicación de la canción por el programa, las "modelos" o "monitas" que acompañaban a Marcelo pasaron a ser conocidas popularmente como las chicas yeyé.[15]
- Alexis Sánchez, goleador histórico de la selección chilena de fútbol, afirmó por redes sociales ser fanático del programa y pidió el retorno de este a la televisión, luego de que Marcelo y compañía le enviaran un saludo durante un show en la ciudad de Tocopilla en octubre de 2015.[16] Marcelo a su vez, declaró admirar al jugador desde que militaba en Cobreloa y lo destacó como un ejemplo para los niños.[17] Finalmente, ambos se reunirían en julio de 2016  durante la realización del campeonato de futbolito "Jugando por un sueño", organizado por el entonces delantero del Arsenal.[18]
- En uno de los tantos viajes de Cachureos a Disney, la gerente general vio al Señor Lápiz dibujando, le llamó la atención y le ofreció trabajo en Disney, Manuel -siendo todavía muy joven- lo consultó con su madre pero declinó.